# Giovanni II d'Asburgo-Laufenburg

Stemma dei Laufenburg con il leone degli Asburgo.

Giovanni II (Asburgo-Laufenburg) (... – 1380) è stato un nobile tedesco.

## Biografia
Era figlio di Giovanni I e di sua moglie Agnese di Werd ed è stato un conte degli Asburgo-Laufenburg, langravio di Sisgau e Unterklettgau.
Suo fratello era Rodolfo IV, assieme al quale governò il Langraviato Unterklettgau dal 1337 al 1353.

## Discendenza
Giovanni sposò nel 1352 Verena di Neuchâtel-Blamont, figlia di Tebaldo IV, signore di Neuchâtel-Urtière e Blamont, visconte di Baume-les-Dames (ora Franca Contea in Francia), vedova di Rodolfo III Neuchatel-Nidau ed ebbero due figli:
- Giovanni III († 1372), signore di Rougemont-le-Château;
- Verena, sposò il 9 febbraio 1354 Filippino Gonzaga, figlio di Luigi I Gonzaga, signore di Mantova; sposò in seconde nozze Burchard IX Hohenberg, figlio di Ottone II, conte di Nagold.